# Mancomunidad Municipal Asocio de la Extinguida Universidad y Tierra de Ávila
La Mancomunidad Municipal Asocio de la Extinguida Universidad y Tierra de Ávila, también conocida como "Asocio" es una agrupación de municipios de Ávila.

## Historia
Surgió en el siglo XI en el contexto de la repoblación de Ávila como "Universidad y Tierra de Ávila", en el siglo XIX se transformó en Asocio cuando la organización en provincias de la época extinguió las Universidades de Villa y Tierra y en el siglo XX pasó a ser "Mancomunidad Municipal".